# Trichinella
Genre
Trichinella est un genre de nématodes (les nématodes sont un embranchement de vers non segmentés, recouverts d'une épaisse cuticule et menant une vie libre ou parasitaire).
Le genre Trichinella regroupe les vers ronds parasites à l'origine de la trichinellose.
Il fait partie de l'embranchement des Némathelminthes,
- de la classe des Nématodes,
- de la sous classe des Adenophorea,
- et de l'ordre des Trichinellida.

Dans l'ordre des Trichinellida on distingue, entre autres, deux types de parasites : 
- les trichures, parasites de la partie postérieure du tube digestif des mammifères(ex : Trichuris vulpis).
- les trichines, parasites de l'intestin grêle du tube digestif des mammifères, et dont les larves sont parasites du tissu musculaire (ex : Trichinella spiralis).

Ces parasites sont responsables d'anthropozoonose, et ils sont retrouvés partout dans le monde, y compris en France .

## Cycle
Il existe deux cycles possibles : un sylvatique via les carnassiers et omnivores sauvages, et un domestique ou synanthropique via le rat, le porc, le cheval.
L'infection se fait par ingestion des larves. Celles-ci se retrouvent dans l'intestin grêle où elles deviennent adultes et s'accouplent. Les femelles pondent directement dans les plaques de Peyer. À partir de là, les larves migrent via la lymphe et le sang dans tout l'organisme. Elles vont s'accrocher aux fibres musculaires striées squelettiques. 
La présence de Trichinella chez l'humain est probablement très ancienne.

## Physiopathologie
Les fibres musculaires se différencient et forment une capsule protectrice et nourricière vis-à-vis du parasite.
Le myocarde y échappe car le diamètre de ces fibres est trop petit pour que la larve y entre.

## Clinique
La clinique est fréquemment asymptomatique.
Cependant, il existe une forme de gravité moyenne : après 7 à 15 jours d'incubation, la migration des larves nouveau-nés provoque de la fièvre, des myalgies et des œdèmes de la figure, avec altération de l'état général. L'état empire pendant quelques jours sans traitement, puis les symptômes disparaissent en laissant des séquelles psychologiques et fonctionnelles.
La migration larvaire, quant à elle, peut entraîner des complications majeures telles que des méningo-encéphalites, des myocardites, des déshydratations.

## Diagnostic

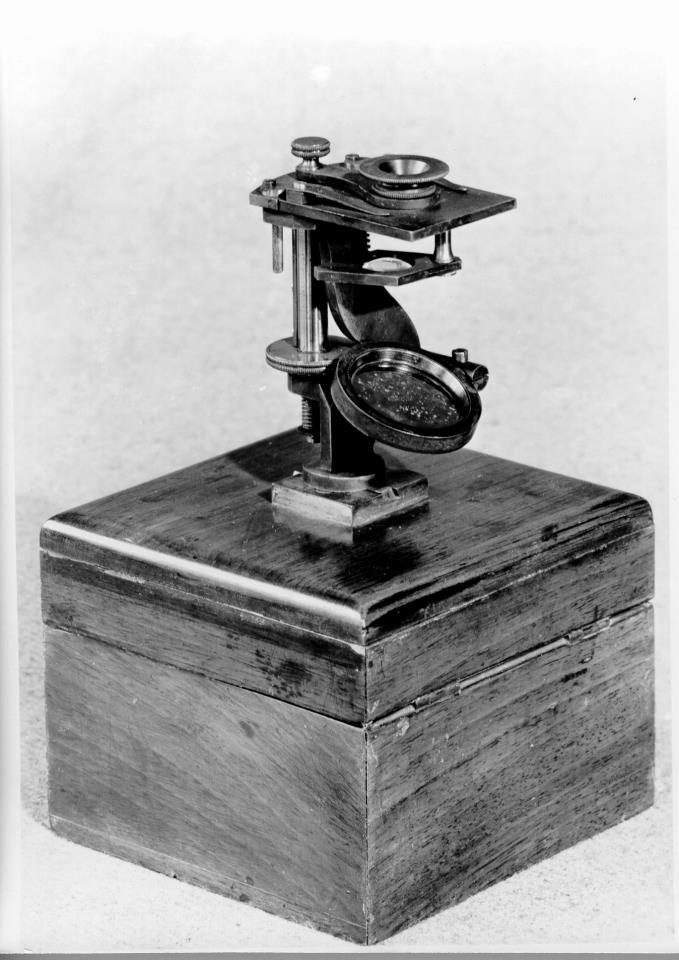

On trouve une hyper-éosinophilie parfois associée à un syndrome inflammatoire : VS et CRP augmentent.
On retrouve les signes biologiques d'une lyse musculaire : augmentation des CK.
Le diagnostic de certitude est fait par la mise en évidence d'anticorps anti-parasitaires, mais ce sérodiagnostic met un mois à se positiver.

## Traitement
Il est conseillé de bien cuire la viande de porc, de sanglier et de cheval.
L'Albendazole est un traitement efficace qui réduit les séquelles.

## Liste des espèces
Note : cette liste est probablement incomplète.
- Trichinella britovi Pozio, La Rosa, Murrell & Lichtenfels, 1992
- Trichinella murrelli Pozio & La Rosa, 2000
- Trichinella nativa Britov & Boev, 1972
- Trichinella nelsoni Britov & Boev, 1972
- Trichinella pseudospiralis Garkavi, 1972
- Trichinella spiralis (Owen, 1835)